# محمبل
محمبل (به عربی: محمبل) یک منطقهٔ مسکونی در سوریه است که در ناحیه محمبل واقع شده‌است. محمبل ۴٬۹۷۰ نفر جمعیت دارد.